# Faiqa Riaz
Faiqa Riaz (* 6. September 1999 in Lahore) ist eine pakistanische Leichtathletin, die sich auf den Sprint spezialisiert hat.

## Sportliche Laufbahn
Erste internationale Erfahrungen sammelte Faiqa Riaz, die auch als Hockeyspielerin aktiv ist, bei den Olympischen Sommerspielen 2024 in Paris, bei denen sie mit 12,49 s in der Vorausscheidungsrunde im 100-Meter-Lauf ausschied. Zudem war sie Fahnenträgerin Pakistans während der Schlussveranstaltung der Spiele.

## Persönliche Bestzeiten
- 100 Meter: 12,49 s (0,0 m/s), 2. August 2024 in Paris